# Assaka
Pour l’article homonyme, voir Ksar Assaka.
Cet article possède un paronyme, voir Asaka (homonymie).
Assaka (ou Asaka) est une localité du Cameroun située dans le département du Manyu et la Région du Sud-Ouest, à proximité de la frontière avec le Nigeria. Elle fait partie de la commune d'Akwaya.

## Population
Lors du recensement de 2005 on y dénombrait 3 232 habitants.
C'est l'une des quelques localités où l'on parle le caka, une langue tivoïde.